# Coop Östra
Coop Östra är en svensk konsumentförening och ett konsumentkooperativt företag, under bildande 2024 genom sammanslagning av Konsumentföreningen Stockholm (KfS) och Coop Butiker & Stormarknader (CBS).
Coop Östra driver Coop-kedjan i huvuddelen av Stockholms län, Uppsalaområdet, Södermanland och Östergötland. I några delar av detta område drivs Coop-butikerna istället av lokala föreningar, nämligen Coop Finspång i Finspångs kommun, Färingsö konsumentförening i Stenhamra och Kungsberga samt Möja konsumentförening på Möja och Ingmarsö.
Föreningen hade 1,3 miljoner medlemmar år 2023. Koncernen hade 5676 anställda och omsatte 14 miljarder kronor. Coop-kedjans marknadsandel i Coop Östras område låg på 18 procent.

## Historik

### Bakgrund
De kooperativa matvarubutikerna i Sverige hade historiskt sett i huvudsak drivits av lokala konsumentföreningar. Med tiden slogs dessa lokala föreningar ihop till större regionala sådana och på 1990-talet valde många föreningar att överlåta driften till Kooperativa förbundet nationellt.
Butikerna i Coop Östras område drevs till och med 1990-talet av flera konsumentföreningar, däribland:
- Konsum Stockholm (Konsumentföreningen Stockholm, KfS)
- Konsum Norrort, Stockholms Norrort, huvudort Upplands Väsby.
- Konsum Uppsala
- Konsum Sörmland (uppgick i Konsum Mälardalen 1991)[5]
- Konsum Öst (bildad 1991 av Konsum Norrköping med omnejd och Konsum Centrala Östergötland;[6] Konsum Ringen i Motala tillfördes 1994[7])

Efter att man slutat driva egna butiker fanns konsumentföreningarna främst till för att representera dess medlemmar gentemot KF. Konsum Uppsala, Konsum Mälardalen och Konsum Öst uppgick under mitten av 1990-talet i Konsumentföreningen Svea som var medlemsförening för ett vidsträckt område. Konsumentföreningen Norrort uppgick först 2013 i Konsumentföreningen Stockholm.
År 2015 gjordes en organisationsförändring som innebar att Ktf. Svea upphörde och dess medlemmar istället anslöts direkt till KF. KfS köpte samtidigt en tredjedel av bolaget Coop Butiker & Stormarknader (CBS) som var KF:s bolag för de butiker som drevs direkt av förbundet. Efter att Ktf. Svea och två andra medlemsföreningar upphört var KfS den enda kvarvarande föreningen inom KF som inte drev dagligvaruhandel i egen regi.

### KfS tar över CBS
Organisationsförändringen 2015 hade också inneburit att ett antal butiker som drivits av KF centralt fördes över till lokala konsumentföreningar. I augusti 2021 presenterades nästa steg i omorganisationen, vilket innebar att resten av de Coopbutiker som KF drev skulle föras över till lokala konsumentföreningar (undantaget Coop Halland som förblev i KF:s ägo några år till). Det innebar att butiksbolaget CBS delades upp och många av dess butiker fördes över till andra föreningar. Återstoden av CBS övertogs av KfS.
Utöver KfS traditionella område Storstockholm ingick även butiker i Östergötland, Södermanland och Uppsala. De medlemmar i dessa områden som varit direktanslutna till KF blev istället medlemmar i KfS.
Förändringarna innebar att antalet butiker inom CBS minskade från 325 till något färre än 200. Antalet medlemmar i KfS ökade istället från 850 000 till 1,2 miljoner.
Den 2 mars 2023 öppnade CBS sina första två butiker med lågprisprofilen X-tra i Motala och Norrköping. Man satsade även på medlemsrekrytering och i december 2023 nådde man upp över 1,3 miljoner medlemmar.

### Coop Östra bildas
Efter att CBS övertagits av KfS fortsatte man i ett par år med separata organisationer och separata ledningar. Den 27 maj 2024 meddelande dock CBS och KfS att verksamheterna skulle slås samman till en med namnet Coop Östra. Av KfS omsättning på 14 miljarder kronor under 2023 stod CBS för 13 miljarder.
Beslut om sammanslagning hade tagits den 8 maj och klubbats igenom på KfS stämma den 25 maj. CBS vd Meta Persdotter skulle bli vd för den sammanslagna organisationen medan KfS vd Lars Ericsson istället skulle ha stanna kvar i en rådgivande roll. Det nya namnet Coop Östra började införas direkt efter att det presenterats. Den gemensamma organisationen planerades börja gälla den 1 januari 2025. Eftersom Lars Ericsson utsetts till tillförordnad vd i KF tillträdde Persdotter istället som vd för föreningen den 1 oktober 2024.